# توحيد غواماني مع استفتاء جزر ماريانا الشمالية 1969
أجري استفتاء على الاتحاد مع جزر ماريانا الشمالية في غوام في 4 أكتوبر الثاني / نوفمبر 1969.  لم يتم قبول الاقتراح من قبل 58٪ من الناخبين بسبب مخاوف من زيادة الضرائب.  على الرغم من النتيجة، تم إجراء استفتاء مماثل في جزر ماريانا الشمالية في 9 نوفمبر حيث أيد 61٪ من الناخبين الاتحاد مع غوام. 

## نتائج
هل من اللازم إعادة دمج جميع جزر ماريانا سياسيًا في إطار الأراضي الأمريكية في غوام، مثل هذه المنطقة الجديدة التي ستُعرف باسم إقليم ماريانا؟
| خيار                        | الأصوات | ٪     |
| --------------------------- | ------- | ----- |
| مع                          | 2688    | 41.95 |
| ضد                          | 3,720   | 58.05 |
| أصوات غير صالحة / فارغة     | 100     | -     |
| مجموع                       | 6,508   | 100   |
| الناخبون المسجلون / الاقبال | 19650   | 33.12 |
| المصدر: Direct Democracy    |         |       |